# 林開謇
林開謇（1862年—1937年），又名林開謩，字貽書、號放庵，福建省福州府長樂縣（今福建省福州市长乐区）人，清末政治人物、進士出身。

## 生平
光緒二十一年（1895年），登進士；同年五月，改翰林院庶吉士。光緒二十四年四月，散館，授翰林院編修。光緒二十六年（1900年），任河南學政。光緒三十二年（1906年），署名江西提學使。宣統年間，任徐州兵備道。